# نو قیفاووس
نو قیفاووس یک ستاره است که در صورت فلکی قرار دارد.